# Pic trapu
Hemicircus concretus
Espèce
Statut de conservation UICN

 LC  : Préoccupation mineure
Le Pic trapu (Hemicircus concretus) est une espèce d'oiseau de la famille des Picidae, dont l'aire de répartition s'étend sur la Birmanie, la Thaïlande, la  Malaisie, Brunei et l'Indonésie.

## Liste des sous-espèces
- Hemicircus concretus concretus (Temminck, 1821)
- Hemicircus concretus sordidus (Eyton, 1845)